# Соколовский, Нестор Фёдорович

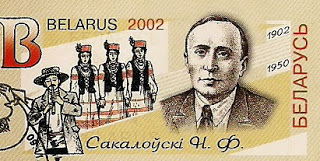
Почтовая марка Беларуси, посвященная 100-летию со дня рождения Н. Соколовского

Нестор Фёдорович Соколовский (бел. Несцер (Нестар) Фёдаравіч Сакало́ўскі; 9 ноября 1902, дер. Вешки, Минская губерния — 13 ноября 1950, Минск) — белорусский советский композитор, хормейстер, фольклорист. Автор музыки Государственного гимна Белорусской ССР и современного Гимна Белоруссии.

## Биография
В 1921 году окончил первую минскую советскую школу. Работал в хоре украинской театральной труппы, пел в самодеятельных хоровых кружках, позднее руководил некоторыми из них. С 1923 по 1926 годы служил в рядах РККА, где занимался красноармейской самодеятельностью.
С 1926 года — хормейстер и актёр Белорусского передвижного драматического театра (Белорусский 3-й государственный театр). В 1932—1935 годах руководил самодеятельными коллективами в Минске.
Одновременно до 1931 года обучался в Минском музыкальном техникуме. В 1931 году стал членом композиторской организации Белоруссии. В 1932—1935 годах продолжил учёбу в Белорусской государственной консерватории им. А. В. Луначарского по классу композиции Н. Аладова. Продолжая совершенствовать музыкальное образование, в 1931 году там же — окончил класс композиции B. А. Белого.
В 1937 году при активном участии Н. Соколовского был организован Государственный ансамбль песни и танца БССР, хормейстером которого композитор работал до начала Великой Отечественной войны. Эвакуировавшись из Минска, он некоторое время работал на одном из военных заводов, а затем в 1941—1943 годах служил в советской армии. В 1943 году — художественный руководитель Полесского областного ансамбля песни и танца.
В 1944—1946 годах — руководитель отдела художественной самодеятельности Управления по делам искусств при Совнаркоме БССР. С 1946 года — старший редактор редакции музыкальной литературы Белорусского государственного издательства.
Умер 13 ноября 1950 года. Похоронен на военном кладбище Минска.

## Творчество
Автор музыки Государственного гимна Белорусской ССР (1952).
Во время работы в театре, связанной с многочисленными разъездами по республике, позволила Н. Соколовскому записать свыше 500 белорусских народных песен и инструментальных наигрышей, мелодий, танцев, значительная часть которых была обработана им и вошла в репертуар театрального хора, солистов, кружков художественной самодеятельности, в частности, обработки народных песен для секстета домр, цимбал, хора, сольного пения в сопровождении фортепиано. Три вокальные сюиты. Сюита на темы белорусских народных песен для хора без сопровождения («Ой, каліна-маліна», «Зайшоў, зайшоў белы месячык», «Ой, сын едзе», «Хмарыцца — дожджык будзе»). «Беларускае вяселле» (из народных свадебных песен). «Дажынкі».

## Избранные произведения

### Камерные инструментальные произведения
- Фантазия на темы белорусских народных песен и танцев для двух цимбал
- Мазурка для цимбал и фортепиано
- Ноктюрн и Элегия для виолончели и фортепиано

### Для хора
- «Бальшавіцкая сяўба» — сл. Ю. Левонного
- «Разгон не стрымаць», «Чырвонаармейская» — сл. С. Мельникова
- «Песня о Бресте» — сл. Н. Горулева.
- «Слава», «Падзяка» — сл. М. Климковича
- «Ленінскаму камсамолу» — сл. Я. Коласа
- «Сонца яснае нам свеціць» — слова народные
- «Шуміць наша слава», «Каб СССР» — сл. П. Бровки
- «Ляці, мой лісточак», «Калгаснае поле» — сл. М. Машары
- Восем песень для пачатковай школы («Свята перамог», «У лагеры», «Жніво ў калгасе» — сл. А. Якимовича, «Піянерам», «Чыгунка» — сл. Я. Коласа, «На магіле партызана» — сл. М. Чарота), «Беларусь — наша родная маці» — сл. Н. Горулева, «Камсамольская», «Песня о Москве» — сл. Н. Гомолко.

### Для голоса и фортепиано
- «Сасонка» — сл. М. Конопницкой, перевод Я. Купалы
- «Думы» — сл. М. Климковича
- «Чырвоная вяргінечка», «Задумаў жаніцца», «Скажы, скажы, чалавеча», «Як у вечар на Купалу» — сл. А. Русака
- «Памяці Гастэлы» — сл. А. Зарицкого
- «Калыханка» — сл. Я. Купалы
- «Песня пра Неман» — сл. А. Астрейки
- «Сев в колхозе» — сл. А. Якимовича.

## Награды
- Орден «Знак Почёта» (1944)
- Две медали

## Память
- В 1958 году имя композитора Нестора Соколовского было присвоено музыкальному училищу в Гомеле (ныне — Гомельский государственный колледж искусств)[2], детской школе искусств в Докшицах.
- В 2015 году киностудия «Беларусьфильм» создала документальный фильм, посвящённый жизни и деятельности Нестора Соколовского[источник не указан 493 дня].
- В 2022 году в деревне Вешки Берёзковского сельсовета Докшицкого района был установлен памятный знак в честь Нестора Соколовского[3].